# El dentista
El dentista (títol original: The Dentist) és una pel·lícula estatunidenca dirigida per Brian Yuzna, estrenada l'any 1996. Ha estat doblada al català.

## Argument
El Doctor Alan Feinstoneés un excèntric, ric i reputat dentista que pateix greus disturbis de personalitat, està obsessionat per la higiene i la neteja. Viu en una gran mansió amb la seva esposa Brooke, a la qual un dia troba en el jardí practicant sexe oral amb el noi encarregat de cuidar la piscina. Arrossegat per la bogeria, es venjarà atroçment d'ella i, a més, causarà terribles estralls en la boca dels seus pobres pacients.

## Repartiment
- Corbin Bernsen: el metge Alan Feinstone
- Linda Hoffman: Brooke Feinstone
- Michael Stadvec: Matt
- Ken Foree: el detectiu Gibbs
- Tony Noakes: el detectiu Sunshine
- Molly Hagan: Jessica
- Patty Toy: Karen
- Jan Hoag: Candy
- Virginya Keehne: Sarah
- Earl Boen: Marvin Goldblum
- Christa Sauls: April Reign
- Mark Ruffalo: Steve Landers
- Lee Simms: Paula Roberts
- Joanne Baró: Mme Saunders
- Brian McLaughlin: Jody

## Al voltant de la pel·lícula
- El rodatge s'ha desenvolupat a Los Angeles.
- Brian Yuzna va realitzar una continuació l'any 1998, El Dentista 2.
- El cineasta fa una petita aparició com a encarregat.

## Premis i nominacions
- Premi dels millors efectes especials per Anthony C. Ferrante, en el Fantafestival l'any 1996.
- Gran Premi del Jurat, en el Festival de cinema fantàstic de Suècia el 1996.
- Nominació al premi al millor film, en el festival Fantasporto l'any 1997.
- Festival de Sitges: Secció oficial llargmetratges a concurs